# STS Alpresor
STS Alpresor är en svensk researrangör som grundades år 1976. Bolaget är verksamt i Sverige, Norge och Finland och erbjuder skidresor och vandringsresor till Alperna. STS Alpresor driver ett antal välkända hotell, bland annat Hotel Salzburger Hof i Bad Gastein och Hotel Marmore i Cervinia. Koncernen har ca 500 anställda under vintersäsongen, inkluderat huvudkontoret i Sverige samt hotellverksamhet och platspersonal på de olika orterna i Alperna.
STS Alpresor omsatte drygt 400 miljoner kronor under 2020, vilket är en minskning med 28,06% från 2019 (före Coronapandemin) då man omsatte ca 576 miljoner kronor.
STS Alpresor ägs till 100% av Österrikes generalkonsul, Civ ek Olle Magnusson. 2024 beräknas bolaget omsätta 3/4 miljard SEK och visa närmare 100 miljoner i vinst (Ebidta).